# Aviación del Ejército Bolivariano (Venezuela)
La Aviación del Ejército Bolivariano es una rama del componente del Ejército Bolivariano de la Fuerza Armada Nacional Bolivariana de Venezuela (FANB); tiene como misión el desplegar, contener, resistir y desgastar las fuerzas enemigas a través del fuego y la maniobra, proveer apoyo de combate y apoyo de servicio de combate en cualquier modalidad de conflicto en las tres dimensiones del área de operaciones así como, contribuir activamente al desarrollo nacional como elemento generador de tecnología y servicios de gran impacto social. 
La Aviación del Ejército Bolivariano trata de configurar un campo de batalla no lineal, donde se incluye la explotación de la tercera dimensión del área de operaciones del componente, haciendo que la batalla sea una acción constante de movimiento en todas direcciones, potencia de fuego y con una acción combinada de todas las armas para el logro del objetivo.

## Historia
La Aviación del Ejército inicia sus operaciones en el año 1970 como la Sección Aérea del Ejército y contaba para entonces con una (01) aeronave de ala fija Beechcraft modelo Queen Air Be-80, a la cual le asignan las siglas EV-7001. Los pilotos pioneros fueron: el Capitán (Ej) Gustavo Ríos Castillo (ala fija) y el Teniente (Ej) Kennet Rojas Feaster (ala rotatoria). En el año de 1977 el Ejército adquiere ocho (08) aeronaves más, conformadas por un (01) avión Beechcraft modelo King Air Be-90, un (01) helicóptero Bell Ranger 206B y seis (06) helicópteros UH-1H. 
El 11 de abril de 1978 mediante resolución N.º E-2884, se crea el Departamento Aéreo del Ejército, su primer comandante fue el Coronel (Ej) Trino José Ruiz Adrián, teniendo como sede dos (02) hangares ubicados en la Base Aérea Generalísimo Francisco de Miranda, en La Carlota - Caracas. En el año 1979 se reciben dos aeronaves; un (01) avión Beechcraft modelo Super King 200 y un (01) avión Islander. El 11 de agosto de 1980, recibe la jefatura del Departamento Aéreo del Ejército, el Coronel (Ej) Simón Tagliaferro de Lima, periodo durante el cual se adquieren tres (03) helicópteros Bell 205-A1 y dos (02) aviones Arava 201. En el año 1981 se adquiere un (01) helicóptero Bell Ranger 206L y dos (02) aviones Arava 202. Posteriormente en el año 1982, seis (06) aviones Cessna completan en creciente parque aéreo del Ejército.
El 21 de junio de 1982 y mediante resolución N.º E–2815 se transforma el Departamento Aéreo del Ejército en 81 Regimiento Aéreo del Ejército, lo cual se concreta el 25 de abril de 1983, en el quinto aniversario del Departamento Aéreo del Ejército.  En el año de 1983, se recibieron ocho (08) nuevas aeronaves, conformadas por dos (02) aviones Golfo G-222 y seis  (06) helicópteros de ataque Agusta A-109.  En el mes de noviembre de 1985, arriban al país cuatro (04) helicópteros Agusta Sikorsky AS61D, con los cuales se alcanzan cuarenta (40) aeronaves en total; luego llegan dos (02) helicópteros pardestinados para la instrucción, modelo Bell G-47.  El 7 de agosto de 1989 se reciben dos (02) helicópteros Bell 412 SP. Para el año de 1989, el Ejército adquiere cuatro (04) nuevos helicópteros de ataque Agusta A-109 más modernos que los modelos anteriores.  
El 29 de mayo de 1990 y según resolución N.º E-1263, nuevamente se transforma el Regimiento Aéreo del Ejército y pasa a denominarse 81 Regimiento de Caballería Aérea del Ejército, el cual dependía directamente de la Ayudantía General del Ejército.  Ese mismo año se adquiere un (01) avión modelo Arava 201, totalizando cinco (05) aviones de este tipo.
El 7 de junio de 1993 y según resolución N.º E-5185 y bajo el comando del Coronel (Ej) Saúl Leal Gutiérrez, se eleva el 81 Regimiento Aéreo del Ejército, a Comando Aéreo del Ejército “General en Jefe León de Febres Cordero”, pasando así a ser una gran unidad de combate del Ejército Venezolano.  Durante el mes de julio de 1998, se reciben los primeros cuatro (04) de diez (10)  helicópteros Bell 412 EP.   El 30 de junio de 1998, asume la responsabilidad del Gran Comando, el General de Brigada (Ej) Bernardo Efrén Díaz Castillo, primer oficial piloto,  formado dentro de la Aviación del Ejército, que alcanza tan prestigioso grado.  En el mes de septiembre del año 1999, se recibieron los seis (06) helicópteros Bell 412 EP restantes y luego en el mes de octubre, se reciben dos (02) de doce (12) aviones M-28 Skytruck de fabricación polaca.  Durante ese mismo año, es asignado al Ejército, el avión Arava 102, siglas MARN 3, al cual se le asigna la matrícula: EV-9959.  A mediados del año 2000, se culmina la entrega de los aviones M-28 Skytruck de fabricación polaca.  
Durante el mes de julio del año 2001 y según resolución N.º DG-12458, de fecha 23 de julio de 2001, se crea el arma de la "Aviación del Ejército", cuya misión es la de encuadrar, comandar y administrar las unidades de la Aviación del Ejército, con el fin de ubicar y destruir cualquier enemigo a través del fuego y la maniobra proveer apoyo de combate y apoyo de servicio de combate en las operaciones como miembro del equipo de armas combinadas. 
Actualmente la Aviación del Ejército es comandada por el General de Brigada Carlos Enrique Quintero Regos, oficial piloto, formado dentro de la Aviación del Ejército.

## Actualidad
El Proyecto Pemón consiste en la modernización y desarrollo de la Aviación del Ejército con material de fabricación Rusa, rompiendo de esta manera el esquema tradicional de adquisición de equipos y doctrina occidental. Los equipos aéreos adquiridos en esta primera fase del proyecto son los siguientes: Helicópteros Multipropósito Mi-17V5, Helicópteros de Transporte Pesado Mi-26T y los Helicópteros de Ataque Mi-35M. En cuanto a infraestructura, están en construcción un centro de vuelo simulado de helicópteros y un centro de mantenimiento de aeronaves de fabricación rusa. Además de estos equipos, también se están adaptando las doctrinas y tácticas según el nuevo pensamiento militar venezolano. En virtud de la carencia y la pobre preparación de los pilotos de guerra,  recientemente se adquirieron aeronaves de entrenamiento, con el fin de satisfacer la creciente necesidad de pilotos.
El Plan Estratégico de Consolidación y Desarrollo de la Aviación del Ejército (2007 - 2017), prevé nuevas unidades en diferentes localidades del país, a fin de garantizar un accionar más eficiente en la preservación de la soberanía nacional.

## Comandantes
- Coronel (Ej) Trino Rafael Ruiz Adrián - 11ABR78-11JUL78
- Coronel (Ej) Juan Eduardo González Inojosa - 11JUL78-11AGO80
- Coronel (Ej) Simón Tagliaferro De Lima - 24SEP80-20JUL82
- Coronel (Ej) Williams Weber Colmenares - 20JUL82-10AGO84
- Coronel (Ej) Juan de Dios Vielma Fuentes - 10AGO84-11JUL86
- Coronel (Ej) Gustavo Alberto Ríos Castillo - 11JUL86-15JUL87
- Coronel (Ej) Luis Alfonzo Dávila García - 15JUL87-15JUN90
- Coronel (Ej) Nelson Guillermo Martínez Guillén - 15JUN90-26JUL91
- Coronel (Ej) Saúl Leal Gutiérrez - 26JUL91-06JUL93
- General de Brigada (Ej) Gonzalo Vargas Ortiz - 06JUL93-16FEB94
- General de Brigada (Ej) Carlos Alberto González Marcial - 16FEB94-18JUL96
- General de Brigada (Ej) Germán Marín Gómez - 18JUL96-30JUL98
- General de Brigada (Ej) Bernardo Díaz Castillo - 30JUL98-12SEP00
- General de Brigada (Ej) Henry José Lugo Peña - 12SEP00-08AGO01
- General de Brigada (Ej) Pedro González Guzmán - 08AGO01-03MAY02
- Coronel (Ej) Víctor Paul Sánchez Croes - 03MAY02-30AGO02
- General de Brigada (Ej) Wilme Antonio Moreno - 30AGO02-18AGO03
- General de Brigada (Ej) Héctor David Reyes Quevedo - 18AGO03-29SEP04
- General de Brigada (Ej) Víctor Paul Sánchez Croes - 29SEP04-24AGO07
- General de División (Ej) Carlos Antonio Alcalá Cordones - 24AGO07-27AGO10
- General de División (Ej) Paul Henry Grillet Escalona - 27AGO10-30ABR13
- General de División (Ej) Gastón Eduardo Altuve Posada - 30ABR13-04AGO14
- General de División (Ej) José Luis Novo Costoya 04AGO14-17JUL20
- General de División (Ej) Carlos Enrique Quintero Regos - 17JUL20-Actual

## Unidades
- Comando de la Aviación del Ejército - Caracas (La Carlota) - Miranda.
- Batallón de Helicópteros "General de Brigada Florencio Jiménez" - San Felipe - Yaracuy.
- Batallón de Aviones "General de Brigada Tomás Montilla" - Valle de la Pascua - Guárico
- Batallón Especial de Reconocimiento "General de Brigada Francisco Conde" - Caracas (La Carlota) - Miranda.
- Batallón de Helicópteros Multipropósito "Coronel Mauricio Encinoso" - Barinas - Barinas.
- Centro de Mantenimiento de la Aviación del Ejército "General de Brigada Francisco de Paula Alcantara" - Charallave - Miranda.
- Centro de Abastecimieto de la Aviación del Ejército "General en Jefe Juan Antonio Sotillo" - Caracas (La Carlota)- Miranda.
- Escuela de Aviación del Ejército "General de Brigada Juan Gómez" - San Felipe - Yaracuy.
- Compañía de Mando, Apoyo y Servicio "General en Jefe León de Febres Cordero" - Caracas (La Carlota) - Miranda.
- Centro de Instrucción de Vuelo Instrumental Simulado "My Guillermo Enrique Díaz Silva" - San Felipe - Yaracuy.

## Aeronaves
| Aeronaves de Ala Rotatoria      | Aeronaves de Ala Rotatoria | Aeronaves de Ala Rotatoria | Aeronaves de Ala Rotatoria | Aeronaves de Ala Rotatoria | Aeronaves de Ala Rotatoria | Aeronaves de Ala Rotatoria | Aeronaves de Ala Rotatoria |
| Modelo                          | Origen                     | Cantidad                   | Notas                      | Imagen                     |                            |                            |                            |
| ------------------------------- | -------------------------- | -------------------------- | -------------------------- | -------------------------- | -------------------------- | -------------------------- | -------------------------- |
| Agusta-Sikorsky AS-61D Sea King | Bandera de Italia          | 03                         |                            |                            |                            |                            |                            |
| Bell 412HP                      | Bandera de Estados Unidos  | 06                         |                            |                            |                            |                            |                            |
| Bell 412SP                      | Bandera de Estados Unidos  | 06                         |                            |                            |                            |                            |                            |
| Bell 206B Jet Ranger            | Bandera de Estados Unidos  | 03                         |                            |                            |                            |                            |                            |
| Bell 206L Long Ranger           | Bandera de Estados Unidos  | 01                         |                            |                            |                            |                            |                            |
| Mil Mi-17V-5 Panare (Hip-H)     | Bandera de Rusia           | 18                         |                            |                            |                            |                            |                            |
| Mil Mi-35M2 Caribe (Hind)       | Bandera de Rusia           | 10                         |                            |                            |                            |                            |                            |
| Mil Mi-26T Pemón (Halo)         | Bandera de Rusia           | 03                         |                            |                            |                            |                            |                            |
| Aeronaves de Ala Fija           |                            |                            |                            |                            |                            |                            |                            |
| Modelo                          | Origen                     | Cantidad                   | Notas                      | Imagen                     |                            |                            |                            |
| PZL M-28 Skytruck               | Bandera de Polonia         | 11                         |                            |                            |                            |                            |                            |
| IAI Arava 102                   | Bandera de Israel          | 01                         |                            |                            |                            |                            |                            |
| IAI Arava 201                   | Bandera de Israel          | 03                         |                            |                            |                            |                            |                            |
| IAI Arava 202                   | Bandera de Israel          | 01                         |                            |                            |                            |                            |                            |
| Beechcraft King Air B200        | Bandera de Estados Unidos  | 10                         |                            |                            |                            |                            |                            |
| Beechcraft King Air B90         | Bandera de Estados Unidos  | 5                          |                            |                            |                            |                            |                            |
| Cessna TU206G                   | Bandera de Estados Unidos  | 6                          |                            |                            |                            |                            |                            |
| Cessna 182R                     | Bandera de Estados Unidos  | 14                         |                            |                            |                            |                            |                            |
| Cessna 182T                     | Bandera de Estados Unidos  | 12                         |                            |                            |                            |                            |                            |

## Operaciones de Ayuda en Caso de Desastres
Las Operaciones de Estabilidad y Ayuda, están diseñadas para proveer asistencia humanitaria en áreas de desastre y proteger los intereses del Estado. El empleo de la Aviación del Ejército puede minimizar la necesidad de operaciones de combate, modificando situaciones de crisis con soluciones pacíficas.